# モクロノク＝トレベルノ
モクロノ＝トレベノ(スロベニア語: Mokronog-Trebelno)はスロベニアの基礎自治体である。モクロノ＝トレベノは2006年にトレブニェ自治体から分離し設立された。モノクロ＝トレベノ周辺は伝統的にドレンスカ地方に含まれ、現在は南スロベニア地域に含まれている。

## 歴史
自治体内のいくつかの場所で発見された墓地は、鉄器時代初期に遡る。モクロノの町が最初に言及されたのは1137年のことで、1279年には市場の権利を得ている。1340年には町の周囲に城壁が築かれ、現在でも塔のみが残されている。16世紀から17世紀にかけては激しいオスマンの襲撃に見舞われ、多くの人口を失った。19世紀初期に以前の重要性は皮革産業の中心としてのみ取り戻している。